# Eophyllophila elegans
Eophyllophila elegans är en tvåvingeart som beskrevs av Townsend 1926. Eophyllophila elegans ingår i släktet Eophyllophila och familjen parasitflugor. Inga underarter finns listade i Catalogue of Life.